# إسحاق بواكي (لاعب كرة قدم)
إسحاق بواكي (بالإنجليزية: Isaac Boakye)‏ هو لاعب كرة قدم غاني، ولد في 20 مارس 1997.